# Haar (zoogdier)

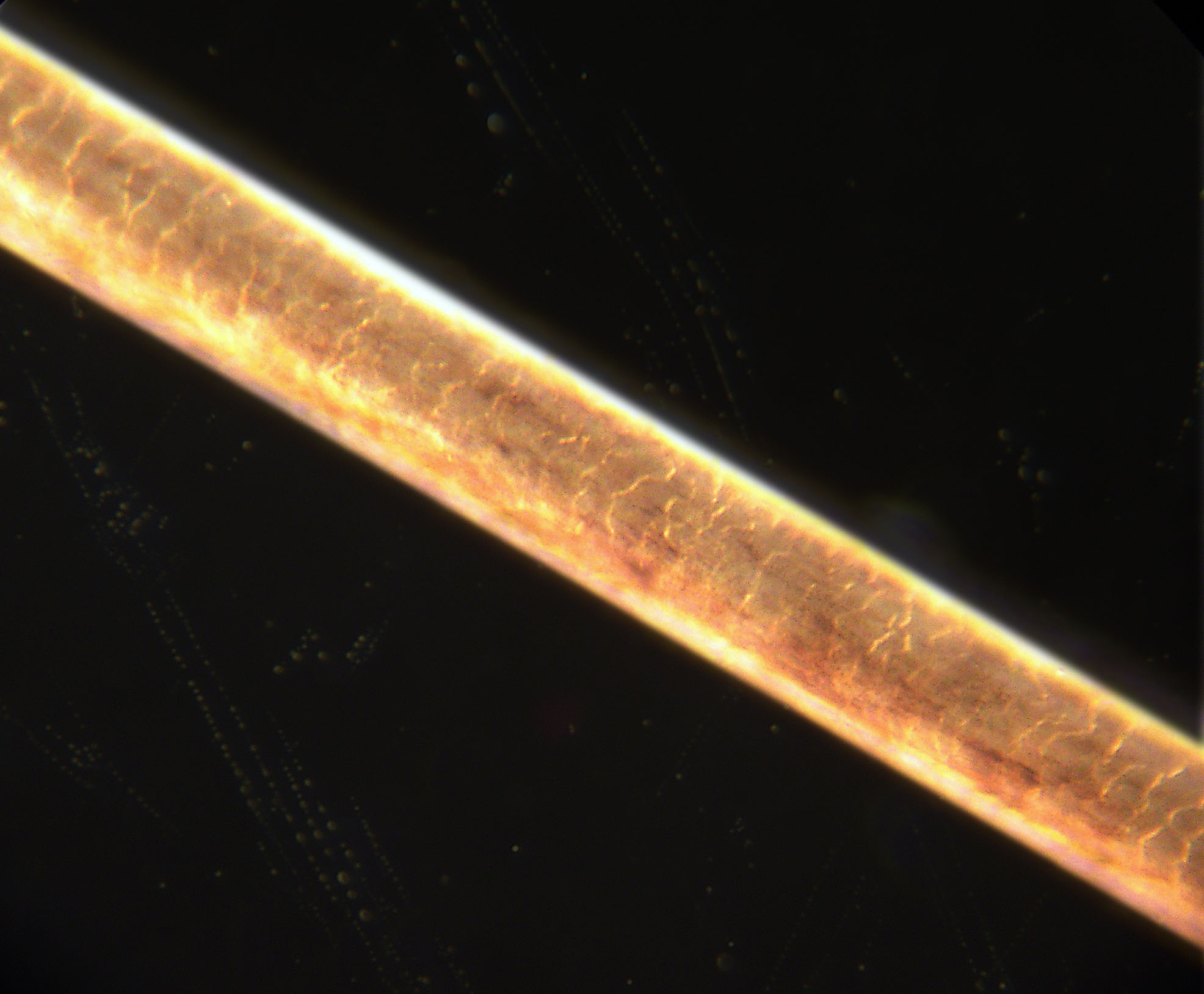
Menselijke haar (de foto bestrijkt een rechthoek van 600µm x 400µm)

Haar is een uitgroeisel van de opperhuid. Haar is karakteristiek voor alle zoogdieren, al komt het bij sommige soorten voor dat het afwezig is gedurende bepaalde fasen van het leven. Het haar van niet-menselijke diersoorten wordt vaak vacht genoemd.

## Functies en eigenschappen
Haar heeft een aantal verschillende functies. Het verschaft isolatie tegen lage temperaturen en, bij sommige soorten, tegen warmte. Het lichaamshaar van mensen heeft geen duidelijke functie, omdat een mens te weinig haren heeft om zichzelf ermee warm te houden of af te koelen. 'Kippenvel' is een restant van de ooit isolerende werking van lichaamshaar. Het hoofdhaar van mensen heeft naast isolatie tegen zonlicht en koude een esthetische functie.
Haar is opgebouwd uit het eiwit keratine. Uit een Duits onderzoek van 1969 is gebleken dat het haar van vrouwen aanzienlijk sterker is dan het haar van mannen. 1 cm2 vrouwenhaar zou een trekkracht hebben van circa 1600 kilo, terwijl dit bij mannenhaar 'slechts' 720 kilo zou zijn.Citaat?
De hoeveelheid haren verschilt van persoon tot persoon: blonde mensen hebben ongeveer 140.000 haren, bruine 110.000, zwarte 108.000 en rode 90.000.
De dikte van een mensenhaar varieert per haartype van 0,017-0,181 millimeter.
De structuur van mensenhaar verschilt. Zo zijn er structuurverschillen tussen het kroeshaar van negroiden en australiden, het sluike haar van mongoliden (Aziaten) en het haar van europiden (Europeanen). Het haar van Europeanen is fijner van structuur dan het Aziatische haar. Het haar dat nog het meest op de structuur van Europees haar lijkt is het haar van Indiërs. Kappers moeten hier rekening mee houden bij het permanenten, kleuren van het haar en het gebruik van haarwerken.

### Haarkleur
Doordat haar vaak gepigmenteerd is, kleurt het. Dit dient soms ook ter camouflage. Bij sommige zoogdieren verandert de pigmentatie per seizoen, en wordt het haar bijvoorbeeld wit gedurende de winter.
Haren zijn gepigmenteerd doordat het lichaam het aminozuur tyrosine omzet in melanine. Er bestaan twee types melanine: eumelanine (zwart pigment) en feomelanine (rood/geel pigment). Welke kleur het haar uiteindelijk krijgt, hangt af van welk soort melanine aanwezig is in de haarschors (cortex) en in welke concentratie. Bruin haar is doorgaans een mengsel van het zwarte met het rode pigment.
Haar wordt tijdens het ouder worden grijs als de melanineproductie afneemt doordat het haarzakje geen pigment meer aanmaakt. Grijs haar komt bij beide geslachten voor en is in feite kleurloos. De grijze haarschachten lijken sterk vergroot wel wat op glasvezels. De leeftijd waarop het grijswordingsproces in gang wordt gezet, varieert sterk per persoon. Normaliter verschijnen de eerste grijze haren tussen het 40e en 50e levensjaar. Er zijn aanwijzingen dat mensen in vergelijking met een generatie terug eerder grijs worden. Haarverf wordt vaak gebruikt om grijze haren weer kleur te geven.
Bij piebaldisme is er een ontkleurde plek in het haar, als gevolg van een soort beperkt albinisme. Bij het syndroom van Griscelli krijgen kinderen op jonge leeftijd zilverachtig haar, als gevolg van een transportstoornis van melanine.

## Groei en ontwikkeling

### Haarcyclus
| Drie fasen van de haarcyclus en hun kenmerken | Drie fasen van de haarcyclus en hun kenmerken | Drie fasen van de haarcyclus en hun kenmerken | Drie fasen van de haarcyclus en hun kenmerken |
| Fase                                          | Toestand                                      | Periode                                       | Percentage                                    |
| --------------------------------------------- | --------------------------------------------- | --------------------------------------------- | --------------------------------------------- |
| Anagene fase                                  | Groeifase                                     | 2 - 6 jaar                                    | 85-90%                                        |
| Categene fase                                 | Overgangsfase                                 | 2 - 3 weken                                   | 1-3%                                          |
| Telogene fase                                 | Rustfase                                      | 2 - 4 maanden                                 | 12-15%                                        |

Onder de haarcyclus verstaat men het proces van de productie, groei en uitval van het haar. Deze cyclus bestaat uit drie fasen:
1. Anagene fase: In deze fase groeit er een nieuwe haarwortel, waarmee de productie van een nieuwe haar is begonnen. De anagene fase, ook wel groeifase genoemd, duurt twee tot zes jaar en hangt af van genetisch bepaalde factoren. Ongeveer 85-90% van de haren bevindt zich in de anagene fase, wat (logischerwijze) betekent dat er altijd haar op het lichaam aanwezig is.
2. Catagene fase: In deze 2 tot 3 weken durende overgangsfase neemt de groei van het haar af en bereidt het zich voor om uit te vallen. Ongeveer 1-3% van alle haren bevindt zich in deze fase.
3. Telogene fase: In de telogene fase of rustfase vindt nauwelijks activiteit plaats en komt het haar zodanig los te zitten dat het uit kan vallen. Na de uitval kunnen nog tien tot twaalf haren uit dezelfde wortel groeien. Ongeveer 13% van de haren bevindt zich in deze rustfase.

De snelheid waarmee een haar de fasen doorloopt heeft invloed op de kaalheid van een persoon. Omdat uit dezelfde haarwortel slechts tien tot twaalf haren kunnen groeien, kan de kaalheid zich al na ongeveer het 25ste levensjaar inzetten.

### Haarsoorten
Men onderscheidt drie soorten haar:
1. Vellushaar of dons: een dun, niet-gepigmenteerd soort haar dat op bijna alle plaatsen van het lichaam groeit. In de puberteit verandert het vellushaar op sommige plaatsen in het beter zichtbare terminaal haar.
2. Terminaal haar: in tegenstelling tot vellushaar wel gepigmenteerd en is daarnaast steviger, dikker en dus beter zichtbaar. Vanaf de puberteit begint de ontwikkeling van terminaal haar op het menselijk lichaam. Mannen hebben meer van dit soort haar dan vrouwen.
3. Lanugo: net als vellushaar dun en niet-gepigmenteerd. Het bedekt de huid van foetussen. Rond de geboorte verandert het haar in vellushaar.

### Lichaamsbeharing bij mensen

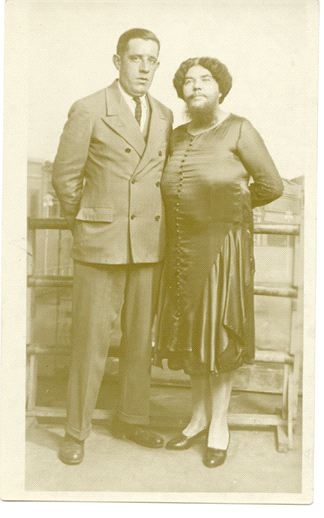
Ansichtkaart met een portret van "Madam Olga" Jane Barnell, circa 1915, met haar echtgenoot(?)

Het menselijk lichaam is op bijna alle plaatsen met haar bedekt. De lichaamsbeharing bij mannen komt tot stand onder invloed van het mannelijk hormoon testosteron. Bij vrouwen speelt het hormoon oestrogeen een belangrijke rol. De ontwikkeling van lichaamsbeharing vindt plaats in de puberteit, waarin vooral bij mannen het meer zichtbare terminale haar begint te groeien. Behalve been-, oksel-, en schaamhaar, waar ook vrouwen mee te maken krijgen, ontwikkelen mannen ook buik-, borst- en gezichtshaar: de ene man meer dan de andere.
Als er bij een vrouw haar groeit op plaatsen waar dat gewoonlijk alleen bij mannen groeit, heet dat hirsutisme. Te veel haar zonder duidelijk patroon heet hypertrichose.

## Haaruitval
Bij de meest voorkomende vorm van haarverlies, alopecia androgenetica, speelt een erfelijke gevoeligheid voor het mannelijke hormoon dihydrotestosteron (DHT) een belangrijke rol. Een overgrote meerderheid van de mannen krijgt in de loop van zijn leven met deze vorm van haaruitval te maken. Ook onder vrouwen kan alopecia androgenetica voorkomen, met name na de overgang. Mogelijk dat een verandering van de hormoonhuishouding een rol speelt. Of, net als bij mannen, DHT hierbij een rol speelt is twijfelachtig. Alopecia androgenetica bij vrouwen leidt zelden tot kale plekken, zodat het mogelijk een heel andere oorzaak heeft dan alopecia androgenetica bij mannen.
Een andere, stuk minder vaak voorkomende vorm van haaruitval is alopecia areata, ofwel pleksgewijze kaalheid. In de meest extreme vorm kan dit leiden tot alopecia universalis, waarbij naast het hoofdhaar ook al het lichaamshaar uitvalt. Haaruitval door een telogeen effluvium komt vooral voor bij vrouwen die net zijn bevallen.

## Scheren

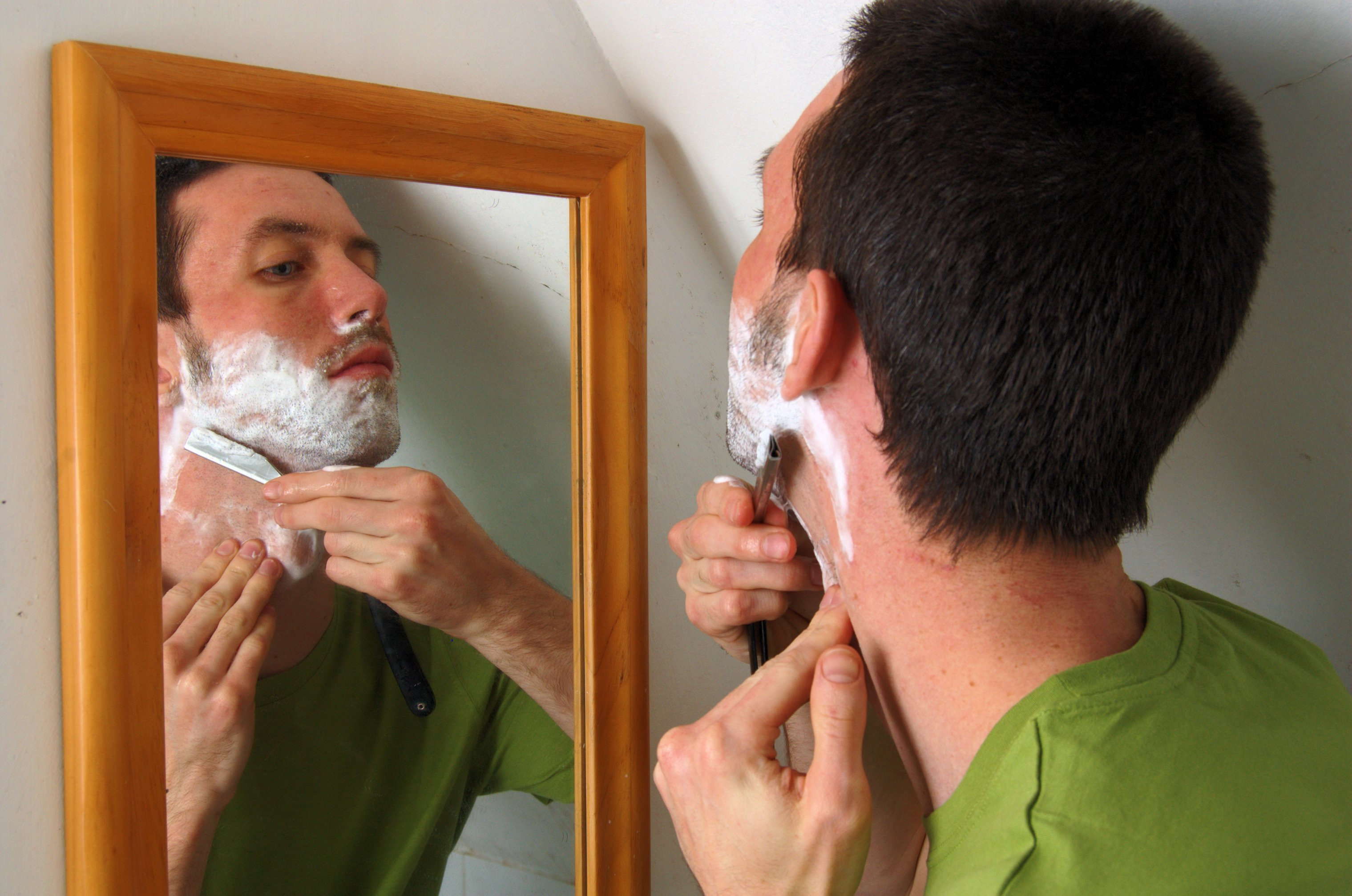
Scheren kan zowel "nat" als "droog". Deze man verwijdert zijn gezichtshaar via de "natte" methode.

Het in model brengen of weghalen van haar bestaat al lang, maar tot de 20e eeuw was het een eliteverschijnsel. Sinds de opkomst van het scheermes aan het begin van de 20e eeuw, werd het verwijderen van lichaamshaar een normale, terugkerende handeling. Zowel mannen als vrouwen scheren hun haar, waarbij in veel culturen vooral van de vrouw wordt verwacht dat zij dit doet. Oksel-, been- en schaamhaar worden geheel weggehaald of bijgewerkt. Sinds in de 21e eeuw bekende sterren als Julia Roberts, Madonna, Miley Cyrus en Lady Gaga echter ophielden hun oksels te ontharen, lieten steeds meer vrouwen hun lichaamshaar groeien.
Hoewel het scheren bij mannen voorheen vooral beperkt bleef tot gezichtshaar, zijn er ook mannen die het bovenlichaam (borst, buik en rug) scheren, en sommigen zelfs het hele lichaam. Zowel bij vrouwen als bij mannen speelt een rol wat op een bepaald moment passend wordt gevonden bij de eigen identiteit.
Naast scheren kan lichaamshaar ook door middel van epileren, waxen of harsen worden verwijderd. Bij epileren worden de haartjes een voor een weggehaald met een pincet of sneller met een epileerapparaat. Ook epileren wordt meestal door vrouwen toegepast, waarbij vooral wenkbrauwen, kin, bovenlip en de bikinilijn worden aangepakt. Met behulp van waxen of harsen kan een groot behaard oppervlak snel worden onthaard. Doordat hierbij de haren vanaf de wortel uit de huid worden getrokken, kan deze methode pijnlijker zijn dan scheren of epileren. Het bereikt echter wel het beste resultaat: de haren blijven ongeveer drie tot acht weken weg.